# Des Walker
Desmond Sinclair Walker, detto Des (Londra, 26 novembre 1965), è un ex calciatore inglese, di ruolo difensore.

## Biografia
I suoi figli Lewis e Tyler, nati rispettivamente nel 1996 e nel 1999, hanno seguito le sue orme diventando entrambi calciatori.

## Caratteristiche tecniche
Di ruolo difensore centrale, era un buon marcatore, oltre a essere veloce e aggressivo.

## Carriera

### Club
Ha iniziato la sua carriera con il Nottingham Forest, con cui ha esordito a 18 anni sotto la guida dello storico allenatore del club Brian Clough. Dopo 8 anni buoni a Nottingham (dove ha segnato l'unica rete di tutta la sua carriera in occasione di un 1-1 contro il Luton Town il 1º gennaio 1992) nel 1992 si trasferisce in Italia, alla Sampdoria (dov'era arrivato con grandi aspettative), dove tuttavia non brilla. Dopo una sola stagione torna in patria firmando per lo Sheffield Wednesday, dove torna ad avere un discreto rendimento. Vi rimane per 8 anni prima di firmare con il Burton Albion, con cui tuttavia non ha giocato neppure un minuto a causa di un infortunio. Nel 2002 fa ritorno al Nottingham Forest con cui ha successivamente concluso la carriera nel 2004 dopo 56 presenze in 2 anni. Ha giocato la sua ultima gara il 7 agosto 2004 in occasione di un 1-1 contro il Wigan Athletic.

### Nazionale
Dopo avere giocato 7 gare con la Nazionale Under-21 inglese, il 14 settembre 1988 esordisce con la Nazionale maggiore in amichevole contro la Danimarca subentrando al 65' a Tony Adams. Dall'anno successivo diventa titolare nella difesa inglese risultando tale anche ai Mondiali di Italia '90 e a Euro '92, dove ha ben figurato.
Tuttavia le cose peggiorano successivamente per lui in quanto dopo Euro 1992 e l'esperienza negativa alla Sampdoria, nelle qualificazioni ai Mondiali di USA 1994 commette 2 errori decisivi che condizionano la qualificazione degli inglesi ai Mondiali nelle sfide contro Paesi Bassi (2-2, con rigore causato da lui per un fallo di mano su cross di Marc Overmars) e Norvegia (gara persa per 2-0 dagli inglesi). Dopo questi errori ha giocato poche partite in Nazionale (tutte nel 1993), con cui conta 59 presenze senza reti all'attivo.

## Statistiche

### Cronologia presenze e reti in nazionale
| Cronologia completa delle presenze e delle reti in nazionale ― Inghilterra | Cronologia completa delle presenze e delle reti in nazionale ― Inghilterra | Cronologia completa delle presenze e delle reti in nazionale ― Inghilterra | Cronologia completa delle presenze e delle reti in nazionale ― Inghilterra | Cronologia completa delle presenze e delle reti in nazionale ― Inghilterra | Cronologia completa delle presenze e delle reti in nazionale ― Inghilterra | Cronologia completa delle presenze e delle reti in nazionale ― Inghilterra | Cronologia completa delle presenze e delle reti in nazionale ― Inghilterra |
| Data                                                                       | Città                                                                      | In casa                                                                    | Risultato                                                                  | Ospiti                                                                     | Competizione                                                               | Reti                                                                       | Note                                                                       |
| -------------------------------------------------------------------------- | -------------------------------------------------------------------------- | -------------------------------------------------------------------------- | -------------------------------------------------------------------------- | -------------------------------------------------------------------------- | -------------------------------------------------------------------------- | -------------------------------------------------------------------------- | -------------------------------------------------------------------------- |
| 14-9-1988                                                                  | Londra                                                                     | Inghilterra                                                                | 1 – 0                                                                      | Danimarca                                                                  | Amichevole                                                                 | -                                                                          | 65’                                                                        |
| 19-10-1988                                                                 | Londra                                                                     | Inghilterra                                                                | 0 – 0                                                                      | Svezia                                                                     | Qual. Mondiali 1990                                                        | -                                                                          | 64’                                                                        |
| 8-2-1989                                                                   | Amarousio                                                                  | Grecia                                                                     | 1 – 2                                                                      | Inghilterra                                                                | Amichevole                                                                 | -                                                                          |                                                                            |
| 8-3-1989                                                                   | Tirana                                                                     | Albania                                                                    | 0 – 2                                                                      | Inghilterra                                                                | Qual. Mondiali 1990                                                        | -                                                                          |                                                                            |
| 26-4-1989                                                                  | Londra                                                                     | Inghilterra                                                                | 5 – 0                                                                      | Albania                                                                    | Qual. Mondiali 1990                                                        | -                                                                          |                                                                            |
| 23-5-1989                                                                  | Londra                                                                     | Inghilterra                                                                | 0 – 0                                                                      | Cile                                                                       | Amichevole                                                                 | -                                                                          |                                                                            |
| 27-5-1989                                                                  | Glasgow                                                                    | Scozia                                                                     | 0 – 2                                                                      | Inghilterra                                                                | Amichevole                                                                 | -                                                                          |                                                                            |
| 3-6-1989                                                                   | Londra                                                                     | Inghilterra                                                                | 3 – 0                                                                      | Polonia                                                                    | Qual. Mondiali 1990                                                        | -                                                                          | Ammonizione                                                                |
| 7-6-1989                                                                   | Copenaghen                                                                 | Danimarca                                                                  | 1 – 1                                                                      | Inghilterra                                                                | Amichevole                                                                 | -                                                                          |                                                                            |
| 6-9-1989                                                                   | Stoccolma                                                                  | Svezia                                                                     | 0 – 0                                                                      | Inghilterra                                                                | Qual. Mondiali 1990                                                        | -                                                                          |                                                                            |
| 11-10-1989                                                                 | Chorzów                                                                    | Polonia                                                                    | 0 – 0                                                                      | Inghilterra                                                                | Qual. Mondiali 1990                                                        | -                                                                          |                                                                            |
| 15-11-1989                                                                 | Londra                                                                     | Inghilterra                                                                | 0 – 0                                                                      | Italia                                                                     | Amichevole                                                                 | -                                                                          |                                                                            |
| 13-12-1989                                                                 | Londra                                                                     | Inghilterra                                                                | 2 – 1                                                                      | Jugoslavia                                                                 | Amichevole                                                                 | -                                                                          |                                                                            |
| 28-3-1990                                                                  | Londra                                                                     | Inghilterra                                                                | 1 – 0                                                                      | Brasile                                                                    | Amichevole                                                                 | -                                                                          |                                                                            |
| 25-4-1990                                                                  | Londra                                                                     | Inghilterra                                                                | 4 – 2                                                                      | Cecoslovacchia                                                             | Amichevole                                                                 | -                                                                          | 46’                                                                        |
| 15-5-1990                                                                  | Londra                                                                     | Inghilterra                                                                | 1 – 0                                                                      | Danimarca                                                                  | Amichevole                                                                 | -                                                                          |                                                                            |
| 22-5-1990                                                                  | Londra                                                                     | Inghilterra                                                                | 1 – 2                                                                      | Uruguay                                                                    | Amichevole                                                                 | -                                                                          |                                                                            |
| 2-6-1990                                                                   | Tunisi                                                                     | Tunisia                                                                    | 1 – 1                                                                      | Inghilterra                                                                | Amichevole                                                                 | -                                                                          |                                                                            |
| 11-6-1990                                                                  | Cagliari                                                                   | Irlanda                                                                    | 1 – 1                                                                      | Inghilterra                                                                | Mondiali 1990 - 1º turno                                                   | -                                                                          |                                                                            |
| 16-6-1990                                                                  | Cagliari                                                                   | Paesi Bassi                                                                | 0 – 0                                                                      | Inghilterra                                                                | Mondiali 1990 - 1º turno                                                   | -                                                                          |                                                                            |
| 21-6-1990                                                                  | Cagliari                                                                   | Inghilterra                                                                | 1 – 0                                                                      | Egitto                                                                     | Mondiali 1990 - 1º turno                                                   | -                                                                          |                                                                            |
| 26-6-1990                                                                  | Bologna                                                                    | Belgio                                                                     | 0 – 1 dts                                                                  | Inghilterra                                                                | Mondiali 1990 - Ottavi di finale                                           | -                                                                          |                                                                            |
| 1-7-1990                                                                   | Napoli                                                                     | Inghilterra                                                                | 3 – 2 dts                                                                  | Camerun                                                                    | Mondiali 1990 - Quarti di finale                                           | -                                                                          | 70’                                                                        |
| 4-7-1990                                                                   | Torino                                                                     | Germania Ovest                                                             | 1 – 1 dts (4 – 3 dtr)                                                      | Inghilterra                                                                | Mondiali 1990 - Semifinale                                                 | -                                                                          |                                                                            |
| 7-7-1990                                                                   | Bari                                                                       | Italia                                                                     | 2 – 1                                                                      | Inghilterra                                                                | Mondiali 1990 - Finale 3º posto                                            | -                                                                          |                                                                            |
| 12-9-1990                                                                  | Londra                                                                     | Inghilterra                                                                | 1 – 0                                                                      | Ungheria                                                                   | Amichevole                                                                 | -                                                                          |                                                                            |
| 17-10-1990                                                                 | Londra                                                                     | Inghilterra                                                                | 2 – 0                                                                      | Polonia                                                                    | Qual. Euro 1992                                                            | -                                                                          |                                                                            |
| 14-11-1990                                                                 | Dublino                                                                    | Irlanda                                                                    | 1 – 1                                                                      | Inghilterra                                                                | Qual. Euro 1992                                                            | -                                                                          |                                                                            |
| 6-2-1991                                                                   | Londra                                                                     | Inghilterra                                                                | 2 – 0                                                                      | Camerun                                                                    | Amichevole                                                                 | -                                                                          |                                                                            |
| 27-3-1991                                                                  | Londra                                                                     | Inghilterra                                                                | 1 – 1                                                                      | Irlanda                                                                    | Qual. Euro 1992                                                            | -                                                                          |                                                                            |
| 1-5-1991                                                                   | Smirne                                                                     | Turchia                                                                    | 0 – 1                                                                      | Inghilterra                                                                | Qual. Euro 1992                                                            | -                                                                          |                                                                            |
| 25-5-1991                                                                  | Londra                                                                     | Inghilterra                                                                | 2 – 2                                                                      | Argentina                                                                  | England Challenge Cup                                                      | -                                                                          |                                                                            |
| 1-6-1991                                                                   | Sydney                                                                     | Australia                                                                  | 0 – 1                                                                      | Inghilterra                                                                | Amichevole                                                                 | -                                                                          |                                                                            |
| 3-6-1991                                                                   | Auckland                                                                   | Nuova Zelanda                                                              | 0 – 1                                                                      | Inghilterra                                                                | Amichevole                                                                 | -                                                                          |                                                                            |
| 8-6-1991                                                                   | Wellington                                                                 | Nuova Zelanda                                                              | 0 – 2                                                                      | Inghilterra                                                                | Amichevole                                                                 | -                                                                          |                                                                            |
| 12-6-1991                                                                  | Kuala Lumpur                                                               | Malaysia                                                                   | 2 – 4                                                                      | Inghilterra                                                                | Amichevole                                                                 | -                                                                          |                                                                            |
| 16-10-1991                                                                 | Londra                                                                     | Inghilterra                                                                | 1 – 0                                                                      | Turchia                                                                    | Amichevole                                                                 | -                                                                          |                                                                            |
| 13-11-1991                                                                 | Poznań                                                                     | Polonia                                                                    | 1 – 1                                                                      | Inghilterra                                                                | Qual. Euro 1992                                                            | -                                                                          |                                                                            |
| 19-2-1992                                                                  | Londra                                                                     | Inghilterra                                                                | 2 – 0                                                                      | Francia                                                                    | Amichevole                                                                 | -                                                                          |                                                                            |
| 25-3-1992                                                                  | Praga                                                                      | Cecoslovacchia                                                             | 2 – 2                                                                      | Inghilterra                                                                | Amichevole                                                                 | -                                                                          |                                                                            |
| 29-4-1992                                                                  | Mosca                                                                      | Comunità degli Stati Indipendenti                                          | 2 – 2                                                                      | Inghilterra                                                                | Amichevole                                                                 | -                                                                          |                                                                            |
| 12-5-1992                                                                  | Budapest                                                                   | Ungheria                                                                   | 0 – 1                                                                      | Inghilterra                                                                | Amichevole                                                                 | -                                                                          |                                                                            |
| 17-5-1992                                                                  | Londra                                                                     | Inghilterra                                                                | 1 – 1                                                                      | Brasile                                                                    | Amichevole                                                                 | -                                                                          |                                                                            |
| 3-6-1992                                                                   | Helsinki                                                                   | Finlandia                                                                  | 1 – 2                                                                      | Inghilterra                                                                | Amichevole                                                                 | -                                                                          |                                                                            |
| 11-6-1992                                                                  | Malmö                                                                      | Danimarca                                                                  | 0 – 0                                                                      | Inghilterra                                                                | Euro 1992 - 1º turno                                                       | -                                                                          |                                                                            |
| 14-6-1992                                                                  | Malmö                                                                      | Inghilterra                                                                | 0 – 0                                                                      | Francia                                                                    | Euro 1992 - 1º turno                                                       | -                                                                          |                                                                            |
| 17-6-1992                                                                  | Stoccolma                                                                  | Svezia                                                                     | 2 – 1                                                                      | Inghilterra                                                                | Euro 1992 - 1º turno                                                       | -                                                                          |                                                                            |
| 9-9-1992                                                                   | Santander                                                                  | Spagna                                                                     | 1 – 0                                                                      | Inghilterra                                                                | Amichevole                                                                 | -                                                                          |                                                                            |
| 14-10-1992                                                                 | Londra                                                                     | Inghilterra                                                                | 1 – 1                                                                      | Norvegia                                                                   | Qual. Mondiali 1994                                                        | -                                                                          |                                                                            |
| 18-11-1992                                                                 | Londra                                                                     | Inghilterra                                                                | 4 – 0                                                                      | Turchia                                                                    | Qual. Mondiali 1994                                                        | -                                                                          |                                                                            |
| 17-2-1993                                                                  | Londra                                                                     | Inghilterra                                                                | 6 – 0                                                                      | San Marino                                                                 | Qual. Mondiali 1994                                                        | -                                                                          |                                                                            |
| 31-3-1993                                                                  | Smirne                                                                     | Turchia                                                                    | 0 – 2                                                                      | Inghilterra                                                                | Qual. Mondiali 1994                                                        | -                                                                          |                                                                            |
| 28-4-1993                                                                  | Londra                                                                     | Inghilterra                                                                | 2 – 2                                                                      | Paesi Bassi                                                                | Qual. Mondiali 1994                                                        | -                                                                          |                                                                            |
| 29-5-1993                                                                  | Chorzów                                                                    | Polonia                                                                    | 1 – 1                                                                      | Inghilterra                                                                | Qual. Mondiali 1994                                                        | -                                                                          |                                                                            |
| 2-6-1993                                                                   | Oslo                                                                       | Norvegia                                                                   | 2 – 0                                                                      | Inghilterra                                                                | Qual. Mondiali 1994                                                        | -                                                                          | 63’                                                                        |
| 9-6-1993                                                                   | Foxborough                                                                 | Stati Uniti                                                                | 2 – 0                                                                      | Inghilterra                                                                | U.S. Cup 1993                                                              | -                                                                          | 61’                                                                        |
| 13-6-1993                                                                  | Washington                                                                 | Inghilterra                                                                | 1 – 1                                                                      | Brasile                                                                    | U.S. Cup 1993                                                              | -                                                                          |                                                                            |
| 19-6-1993                                                                  | Pontiac                                                                    | Germania                                                                   | 2 – 1                                                                      | Inghilterra                                                                | U.S. Cup 1993                                                              | -                                                                          |                                                                            |
| 17-11-1993                                                                 | Bologna                                                                    | San Marino                                                                 | 1 – 7                                                                      | Inghilterra                                                                | Qual. Mondiali 1994                                                        | -                                                                          |                                                                            |
| Totale                                                                     |                                                                            | Presenze                                                                   | 59                                                                         |                                                                            | Reti                                                                       | 0                                                                          |                                                                            |